# Tlogoagung (Kembangbahu)
Tlogoagung is een bestuurslaag in het regentschap Lamongan van de provincie Oost-Java, Indonesië. Tlogoagung telt 2518 inwoners (volkstelling 2010).